# Wisteria brachybotrys
Wisteria brachybotrys là một loài thực vật có hoa trong họ Đậu. Loài này được Philipp Franz von Siebold và Joseph Gerhard Zuccarini miêu tả khoa học đầu tiên năm 1839.

## Từ nguyên
Tính từ định danh brachybotrys xuất phát từ tiếng Hy Lạp βραχύς (brakhús, “ngắn”) và βότρῠς (bótrus, “bó/chùm”), có nghĩa là "chùm [hoa] ngắn".

## Phân bố
Loài này có ở miền đông Trung Quốc, tây trung và nam Nhật Bản.
Một số tài liệu tham khảo cũ cho rằng nó có nguồn gốc từ cây trồng trong vườn. Nó chắc chắn được gieo trồng rất rộng rãi ở Nhật Bản – quê hương của nó, với các giống cây trồng có hoa màu trắng được gieo trồng rộng rãi hơn các giống cây trồng có hoa màu tím nhạt. Trên thực tế, nó là loài bản địa từ các vùng ở phía tây đảo Honshu cũng như trên các đảo Shikoku và Kyushu, mọc trong khu vực rừng miền núi, ở cao độ từ 100 m đến 900 m.

## Mô tả
Phát triển dài tới 19 m (62 ft) hoặc hơn, nó là loại dây leo thân gỗ mọc xoắn ngược chiều kim đồng hồ có lá sớm rụng, với các lá có lông dài đến 35 cm (14 in), mỗi lá có tới 13 lá chét. Hoa có mùi thơm, xuất hiện vào cuối mùa xuân và đầu mùa hè, có màu tím nhạt hoặc màu trắng với đốm màu vàng ở đáy. Chúng mọc thành các cành hoa dài tới 15 cm (5,9 inch). Quả là dạng quả đậu màu xanh lục với lớp lông mịn như nỉ, chứa các hạt giống như hạt đậu. Có báo cáo cho rằng chúng gây ngộ độc nếu ăn/nuốt số lượng lớn.

## Gieo trồng
Giống như các loài họ hàng nổi tiếng hơn, như Wisteria sinensis (tử đằng Trung Quốc) và Wisteria floribunda (tử đằng Nhật Bản), nó cần được chống đỡ khi trồng làm cảnh. Nó có thể được uốn để leo theo cây gỗ, bờ tường hoặc trên giàn leo. Nó cũng có thể được uốn để trông giống như dạng cây nửa thân gỗ. Nó chịu được lạnh tới -20 ° C (-4 ° F) nhưng cần nơi được che chắn ánh nắng hoặc có bóng râm một phần và đất ẩm.
Các giống cây trồng sau đã nhận được Giải thưởng Giá trị Làm vườn của Hiệp hội Làm vườn Hoàng gia Anh (Royal Horticultural Society, RHS):
- 'Okayama'[8]
- 'Showa-beni'[9]
- Wisteria brachybotrys f. albiflora 'Shiro-kapitan'[10]

## Hình ảnh

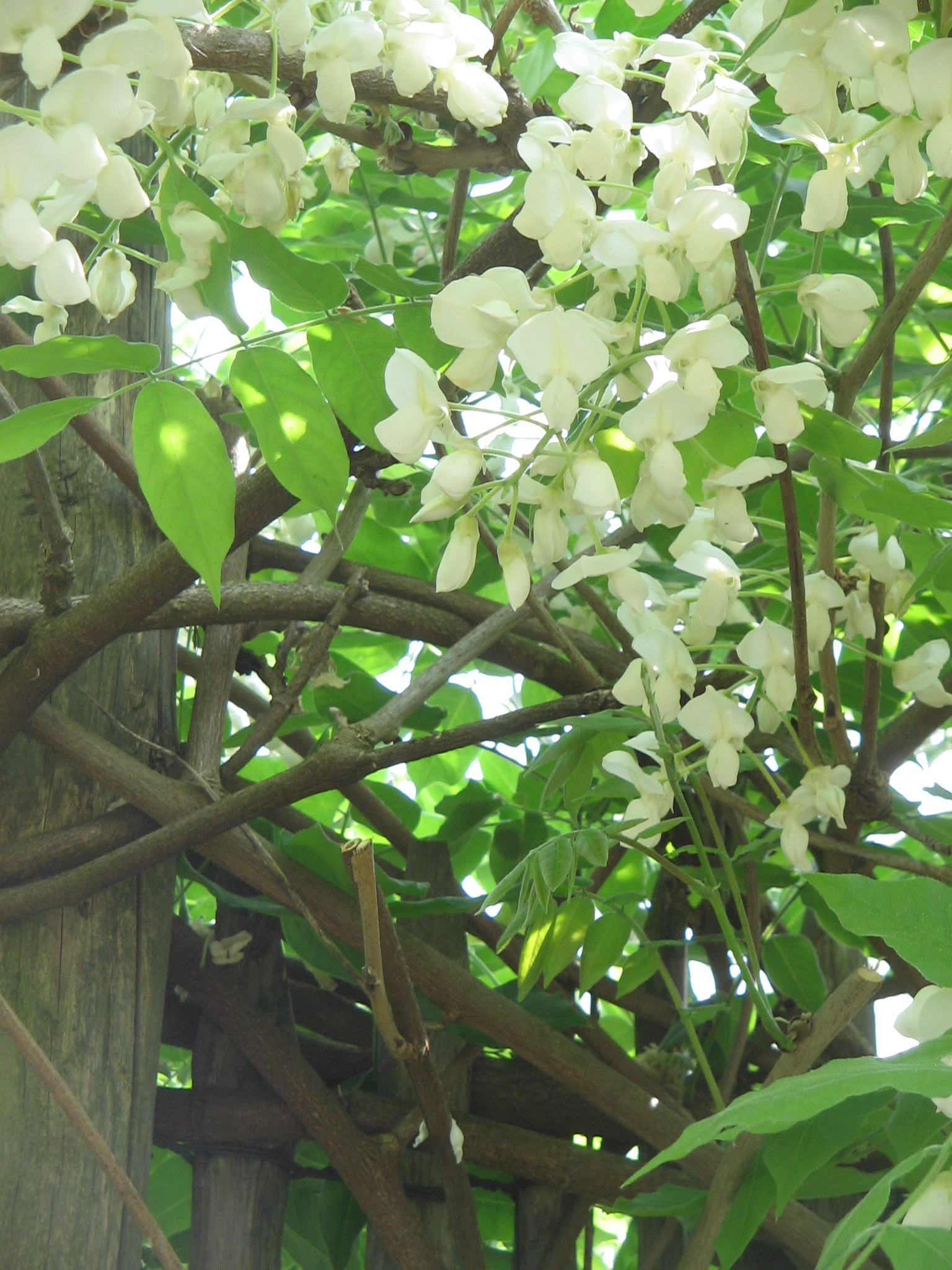
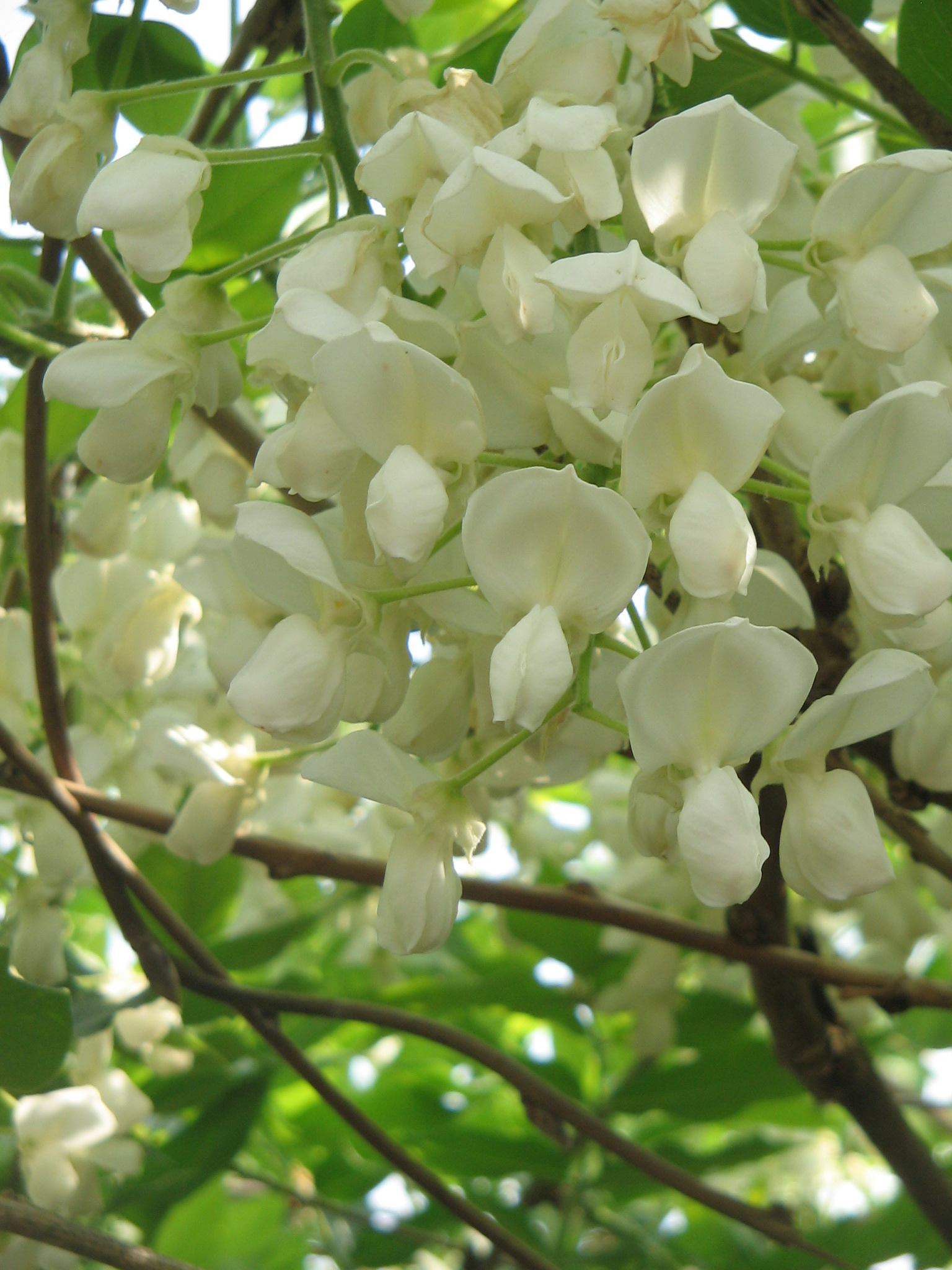
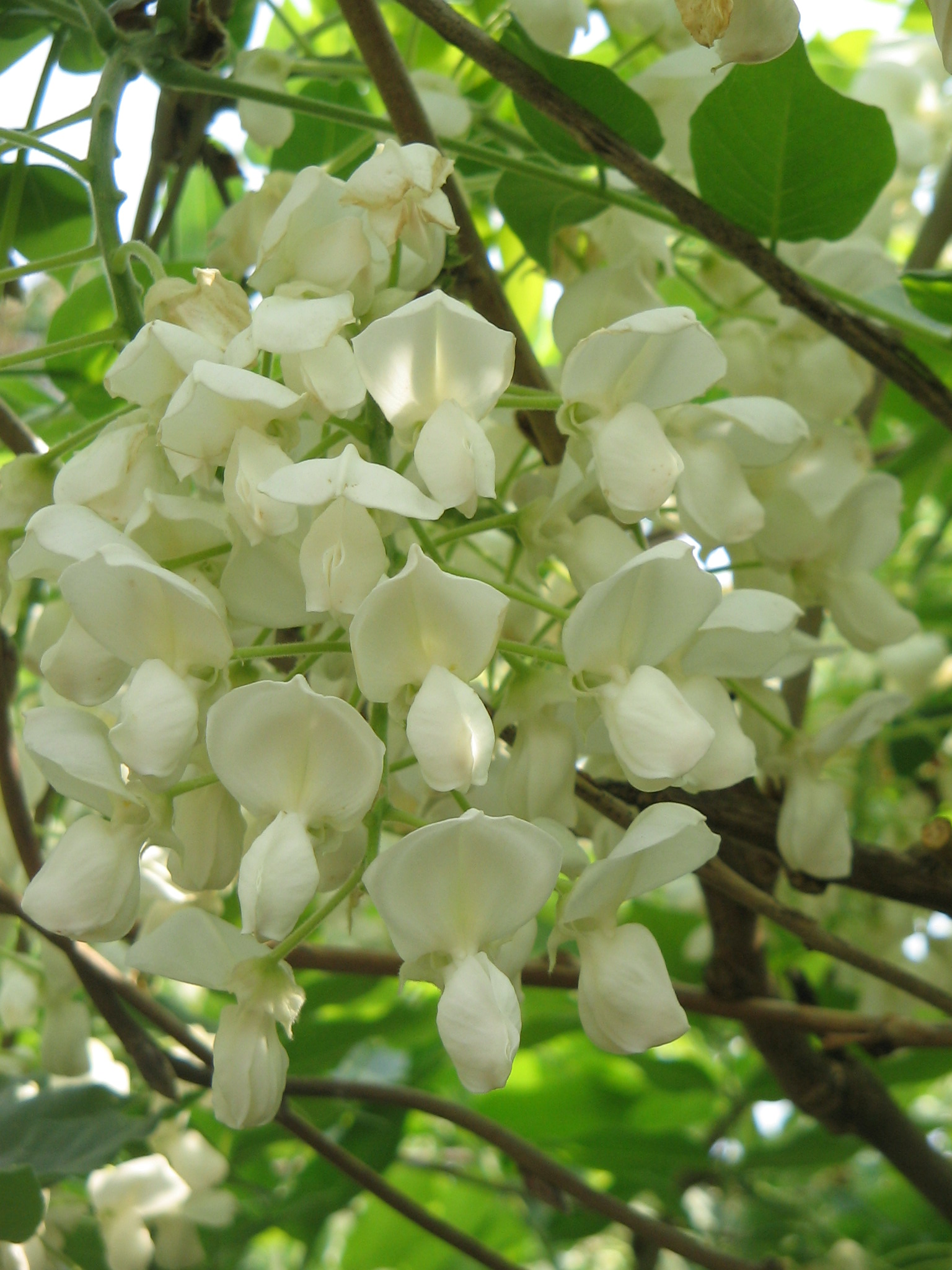
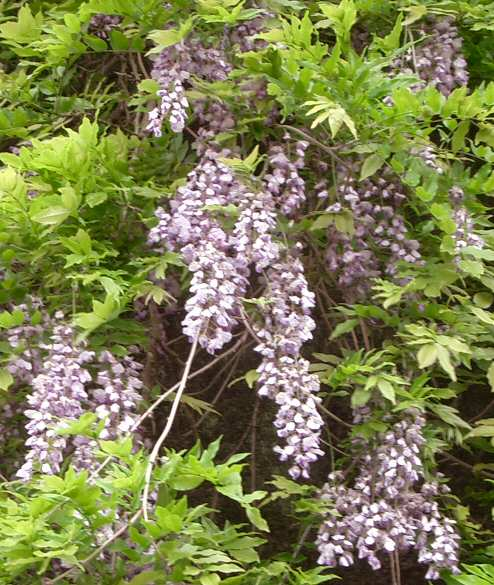
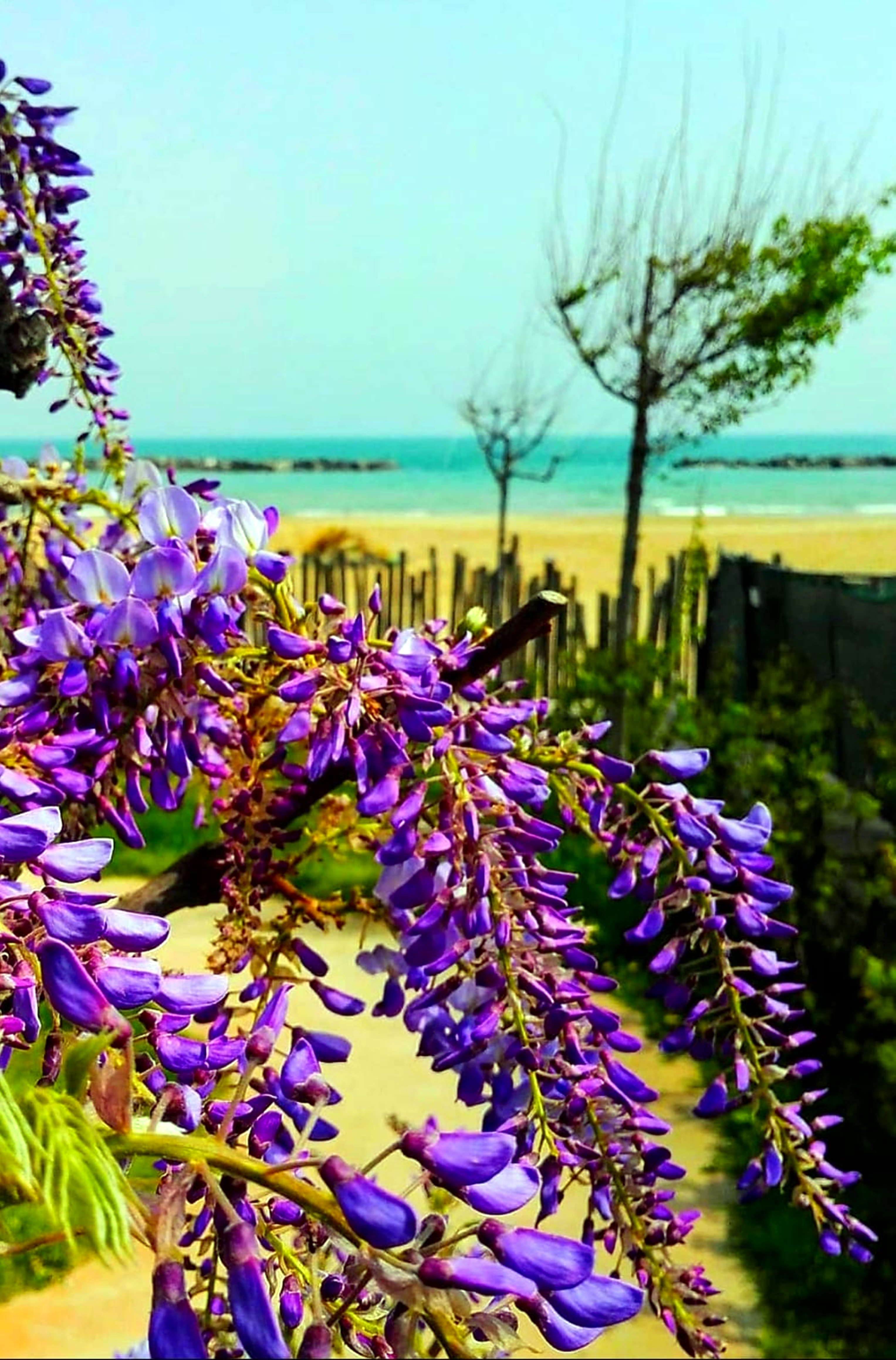